# Saint-André-de-Bohon
Pour les articles homonymes, voir Saint-André.
Saint-André-de-Bohon est une commune française, située dans le département de la Manche en région Normandie, peuplée de 369 habitants.

## Géographie
La commune est au nord-ouest du pays saint-lois, dans le parc naturel régional des Marais du Cotentin et du Bessin. Son bourg est à 10 km au sud de Carentan, à 12 km à l'ouest de Saint-Jean-de-Daye, à 15 km à l'est de Périers et à 21 km au nord-ouest de Saint-Lô.
Les deux points culminants (21 m) se situent au centre-sud, à l'ouest du bourg, près du lieu-dit la Marrerie. Le point le plus bas, pratiquement au niveau de la mer, correspond à la sortie de la Taute du territoire, au nord.
| Saint-Georges-de-Bohon | Saint-Georges-de-Bohon, Montmartin-en-Graignes | Graignes-Mesnil-Angot |
| Saint-Georges-de-Bohon | Saint-André-de-Bohon                           | Graignes-Mesnil-Angot |
| Auxais                 | Marchésieux, Tribehou                          | Tribehou              |

### Hydrographie
La commune est située dans le bassin Seine-Normandie. Elle est drainée par la Taute, la Bucaille, le cours d'eau 01 de la commune de Saint-André-de-Bohon, le fossé 01 de la Grosnière et la Taute,,.
La Taute, d'une longueur de 40 km, prend sa source dans la commune de Cambernon et se jette  dans la Douve à Carentan-les-Marais, après avoir traversé 13 communes. 

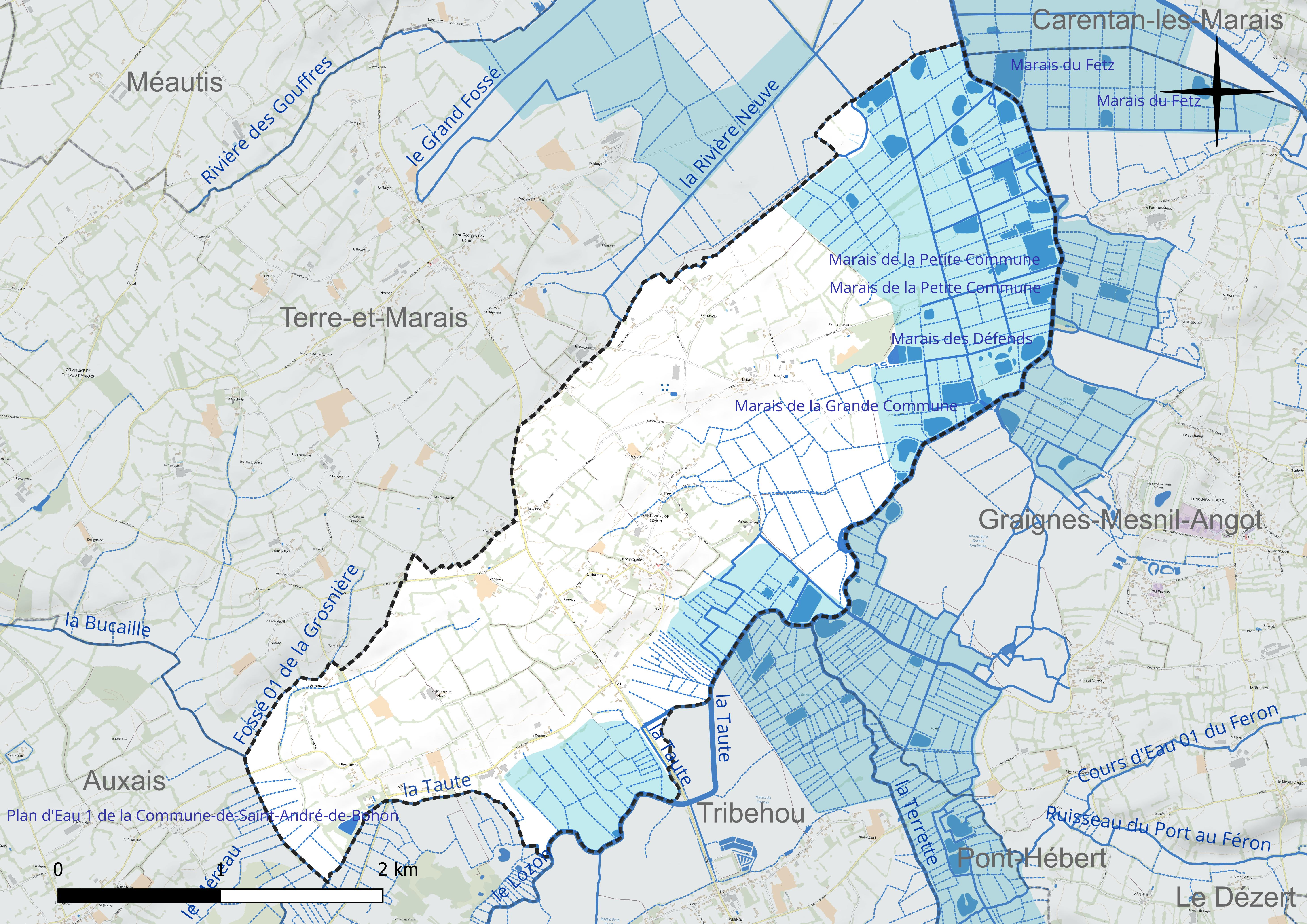
Réseau hydrographique de Saint-André-de-Bohon.

Cinq plans d'eau complètent le réseau hydrographique : le marais de la Grande Commune (2,4 ha), le marais de la Petite Commune (3,6 ha), le marais des Défends (1,4 ha), le plan d'eau 1 de la commune de Saint-André-de-Bohon (1,8 ha) et le plan d'eau 1 de la commune-de-Saint-André-de-Bohon (0,8 ha),.

### Climat
Pour des articles plus généraux, voir Climat de la Normandie et Climat de la Manche.
En 2010, le climat de la commune est de type climat océanique franc, selon une étude du CNRS s'appuyant sur une série de données couvrant la période 1971-2000. En 2020, Météo-France publie une typologie des climats de la France métropolitaine dans laquelle la commune est exposée à un climat océanique et est dans la région climatique  Normandie (Cotentin, Orne), caractérisée par une pluviométrie relativement élevée (850 mm/a) et un été frais (15,5 °C) et venté. Parallèlement le GIEC normand, un groupe régional d’experts sur le climat, différencie quant à lui, dans une étude de 2020, trois grands types de climats pour la région Normandie, nuancés à une échelle plus fine par les facteurs géographiques locaux. La commune est, selon ce zonage, exposée à un « climat maritime », correspondant au Cotentin et à l'ouest du département de la Manche, frais, humide et pluvieux, où les contrastes pluviométrique et thermique sont parfois très prononcés en quelques kilomètres quand le relief est marqué.
Pour la période 1971-2000, la température annuelle moyenne est de 11,1 °C, avec une amplitude thermique annuelle de 11,5 °C. Le cumul annuel moyen de précipitations est de 852 mm, avec 13,2 jours de précipitations en janvier et 7,4 jours en juillet. Pour la période 1991-2020, la température moyenne annuelle observée sur la station météorologique la plus proche, située sur la commune de Sainte-Marie-du-Mont à 16 km à vol d'oiseau, est de 11,6 °C et le cumul annuel moyen de précipitations est de 890,0 mm,. Pour l'avenir, les paramètres climatiques de la commune estimés pour 2050 selon différents scénarios d’émission de gaz à effet de serre sont consultables sur un site dédié publié par Météo-France en novembre 2022.

## Urbanisme

### Typologie
Au 1er janvier 2024, Saint-André-de-Bohon est catégorisée commune rurale à habitat dispersé, selon la nouvelle grille communale de densité à sept niveaux définie par l'Insee en 2022.
Elle est située hors unité urbaine. Par ailleurs la commune fait partie de l'aire d'attraction de Carentan-les-Marais, dont elle est une commune de la couronne,. Cette aire, qui regroupe 13 communes, est catégorisée dans les aires de moins de 50 000 habitants,.

### Occupation des sols
L'occupation des sols de la commune, telle qu'elle ressort de la base de données européenne d’occupation biophysique des sols Corine Land Cover (CLC), est marquée par l'importance des territoires agricoles (100 % en 2018), une proportion identique à celle de 1990 (100 %).
La répartition détaillée en 2018 est la suivante : zones agricoles hétérogènes (51,8 %), prairies (33,9 %), terres arables (14,3 %).

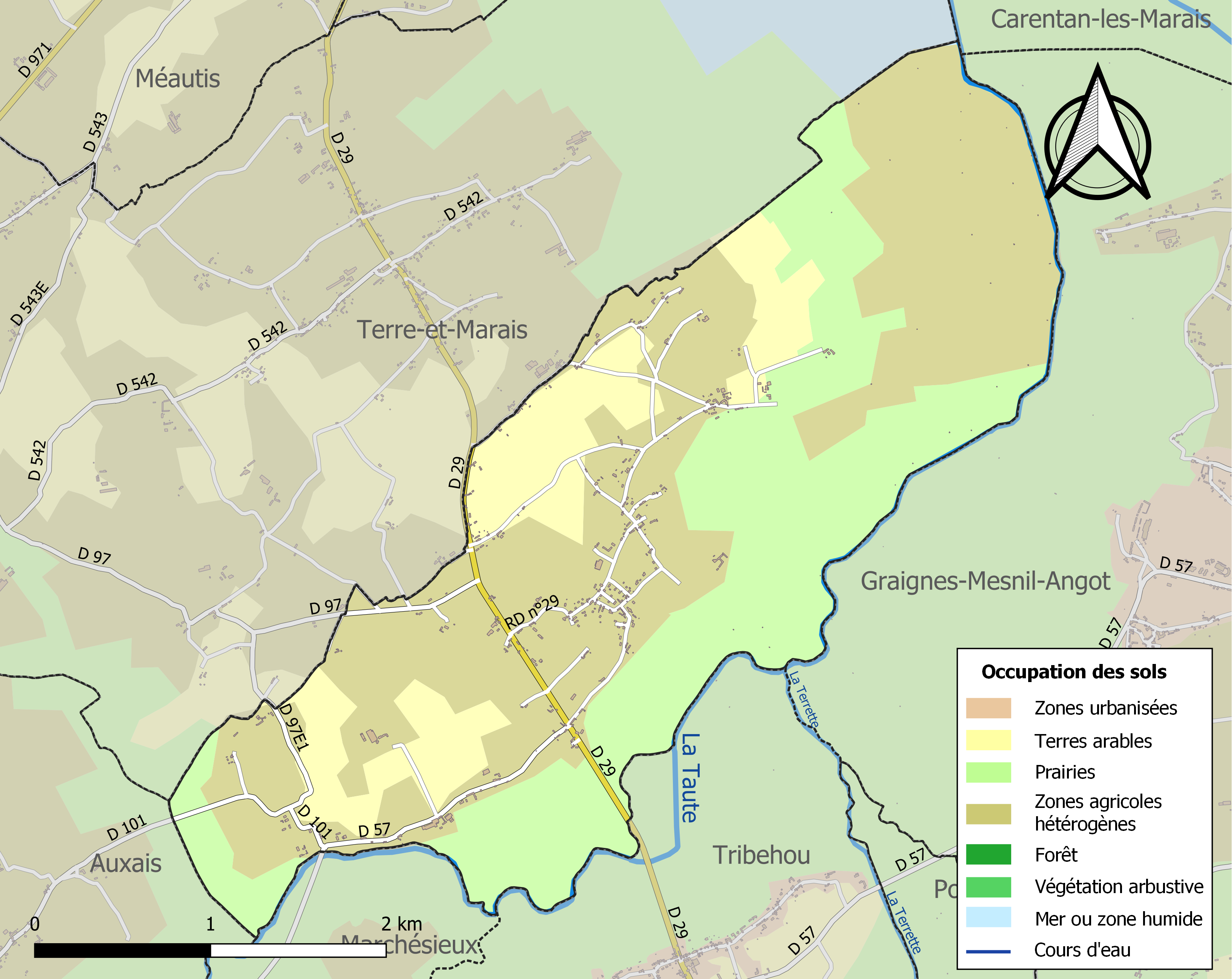
Carte des infrastructures et de l'occupation des sols de la commune en 2018 (CLC).

L'évolution de l’occupation des sols de la commune et de ses infrastructures peut être observée sur les différentes représentations cartographiques du territoire : la carte de Cassini (XVIIIe siècle), la carte d'état-major (1820-1866) et les cartes ou photos aériennes de l'IGN pour la période actuelle (1950 à aujourd'hui).

## Toponymie
Le nom de la localité est attesté sous la forme ecclesia Sancti Andree de Bohonnio en 1332.
La paroisse est dédiée à l'apôtre André.
L'origine du toponyme Bohon est obscure. René Lepelley émet deux hypothèses : l'anthroponyme germanique Bodo ou le substantif gaulois dunon, « forteresse », « agglomération », précédé d'un élément indéterminé.
Le gentilé est Bohonnais.

## Histoire
Fief d'origine possible de la grande famille anglo-normande des Bohun, ou Bohon, dont descendent les Onfroy de Bohon du 1er au 10e du nom, et Marie de Bohun, mère d'Henri V d'Angleterre et qui se distinguèrent à Hastings en 1066.
Dans la première moitié du XIIe siècle, la paroisse relevait de l'honneur du Hommet.
La division de Bohon en deux paroisses : Saint-Georges-de-Bohon et Saint-André-de-Bohon, s'est réalisée vers le XIIe siècle.

## Politique et administration
| Période                                  | Période   | Identité                 | Étiquette | Qualité                                 |
| ---------------------------------------- | --------- | ------------------------ | --------- | --------------------------------------- |
| 1793                                     | 1794      | Gervais Antoine Boissel  |           | Sieur de la Chênaie                     |
|                                          |           |                          |           |                                         |
| 1977                                     | juin 1995 | Émile Férey              |           | Agriculteur                             |
| juin 1995                                | mars 2008 | Félix Ledentu            | SE        | Agriculteur                             |
| mars 2008                                | mars 2014 | Michel Anne              | SE        | Retraité de l'industrie et des services |
| mars 2014                                | En cours  | Hugues Autard de Bragard | SE        |                                         |
| Les données manquantes sont à compléter. |           |                          |           |                                         |

Le conseil municipal est composé de onze membres dont le maire et deux adjoints.

## Démographie
L'évolution du nombre d'habitants est connue à travers les recensements de la population effectués dans la commune depuis 1793. Pour les communes de moins de 10 000 habitants, une enquête de recensement portant sur toute la population est réalisée tous les cinq ans, les populations de référence des années intermédiaires étant quant à elles estimées par interpolation ou extrapolation. Pour la commune, le premier recensement exhaustif entrant dans le cadre du nouveau dispositif a été réalisé en 2005.
En 2022, la commune comptait 369 habitants, en évolution de +9,5 % par rapport à 2016 (Manche : −0,31 %, France hors Mayotte : +2,11 %).
Saint-André-de-Bohon a compté jusqu'à 754 habitants en 1821.
| 1793 | 1800 | 1806 | 1821 | 1831 | 1836 | 1841 | 1846 | 1851 |
| ---- | ---- | ---- | ---- | ---- | ---- | ---- | ---- | ---- |
| 669  | 675  | 735  | 754  | 663  | 659  | 668  | 706  | 655  |

| 1856 | 1861 | 1866 | 1872 | 1876 | 1881 | 1886 | 1891 | 1896 |
| ---- | ---- | ---- | ---- | ---- | ---- | ---- | ---- | ---- |
| 645  | 607  | 626  | 616  | 614  | 607  | 604  | 565  | 611  |

| 1901 | 1906 | 1911 | 1921 | 1926 | 1931 | 1936 | 1946 | 1954 |
| ---- | ---- | ---- | ---- | ---- | ---- | ---- | ---- | ---- |
| 575  | 601  | 552  | 469  | 489  | 462  | 445  | 390  | 383  |

| 1962 | 1968 | 1975 | 1982 | 1990 | 1999 | 2005 | 2006 | 2010 |
| ---- | ---- | ---- | ---- | ---- | ---- | ---- | ---- | ---- |
| 359  | 318  | 310  | 297  | 258  | 264  | 301  | 307  | 313  |

| 2015 | 2020 | 2022 | - | - | - | - | - | - |
| ---- | ---- | ---- | - | - | - | - | - | - |
| 334  | 361  | 369  | - | - | - | - | - | - |

## Économie
La commune se situe dans la zone géographique des appellations d'origine protégée (AOP) Beurre d'Isigny et Crème d'Isigny.

## Culture locale et patrimoine

### Lieux et monuments
- Église Saint-André du XVe siècle avec un avant-porche et fenêtres refaites au XXe siècle. Elle abrite un bas-relief médiéval classé en 1980 et le monument funéraire du XVe siècle de Jean Lesage et Jean Fevrie classés en 1982 au titre objet aux monuments historiques[38]. Le clocher du village, détruit par les bombardements lors de la Seconde Guerre mondiale, s'est effondré à sa reconstruction. Par prudence, il a été reconstruit à l'écart de l'église à l'angle du cimetière.
- Manoir de Bohon.
- Ruines du château de Taillis. Ancienne ferme reconstruite au XIXe siècle sous forme de « fort »[29].
- Maison de l'Ange du XIXe siècle. La demeure, ornée d'éléments de zinguerie, propriété du conseil départemental de la Manche, abrite la Conservation des antiquités et objets d'art de la Manche[39]. Elle a été aménagée par Jules Lécuyer, neveu de Pierre Étienne Joseph-Lafosse, après 1869, ayant fait fortune dans les courses avec son cheval Phaéton et qui sur les conseils de son oncle implante un jardin de plantes exotiques[40]. Elle fut au XXe siècle, la possession du Dr Le Melletier[29].
- Réserve naturelle régionale des marais de la Taute.

Pour mémoire
- Motte castrale rasée en bordure du marais de la Taute[41], signalée par Charles de Gerville. La motte se trouvait à la limite du haut pays et du bas pays, inondé en hiver, à proximité de la rivière Taute[42] et elle se voyait encore au XIXe siècle[27].

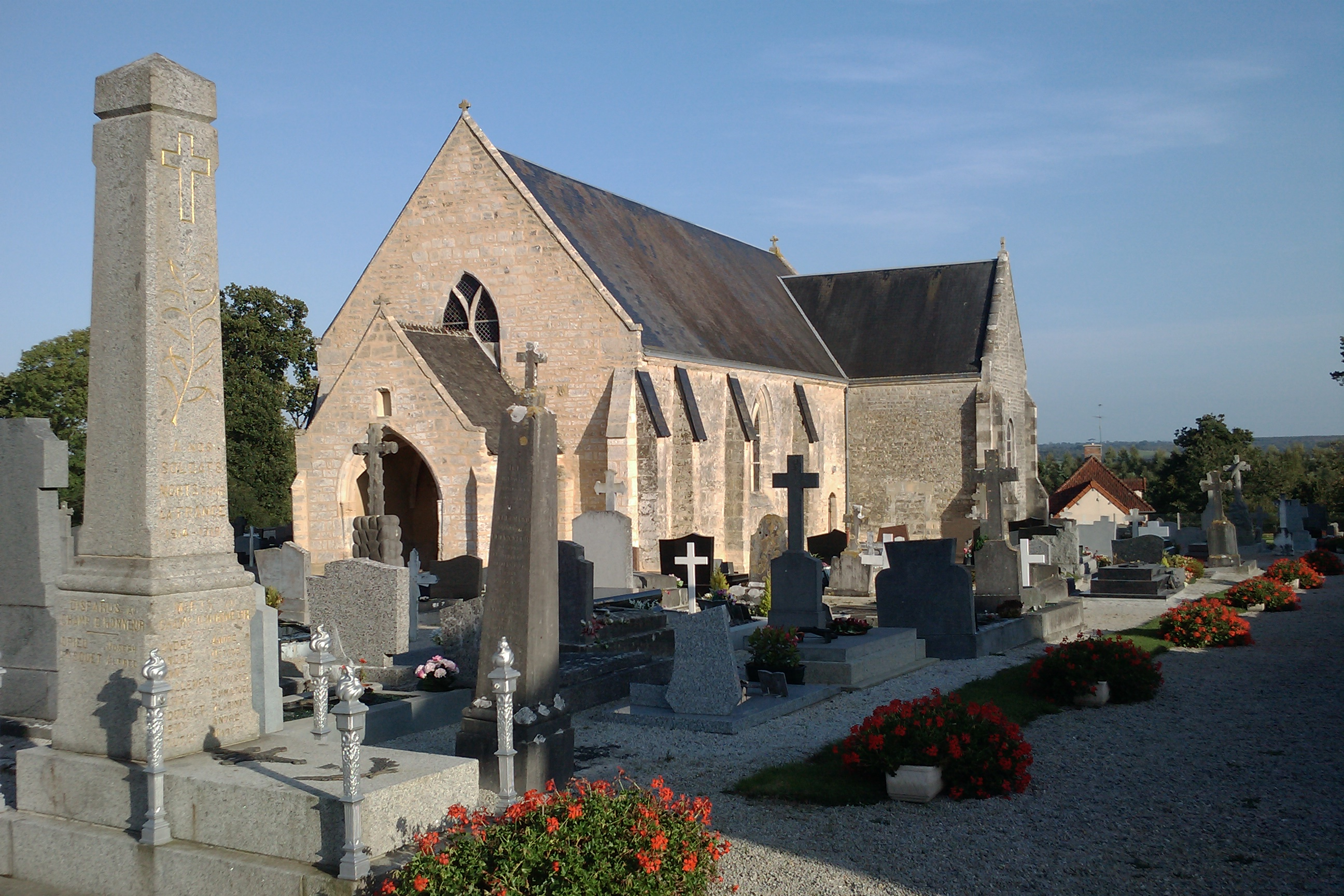
L'église Saint-André.
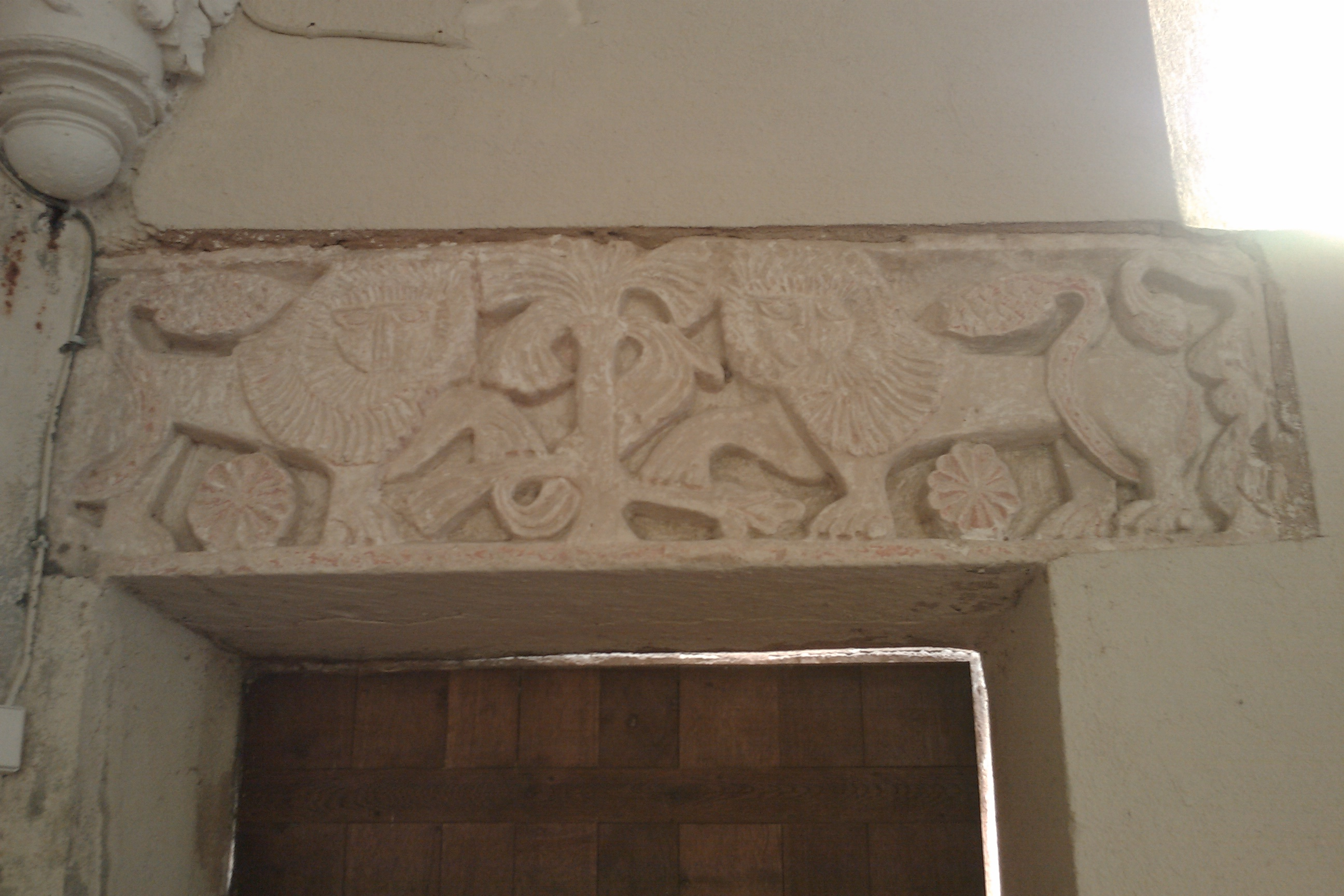
Le bas-relief classé datant du Moyen Âge.
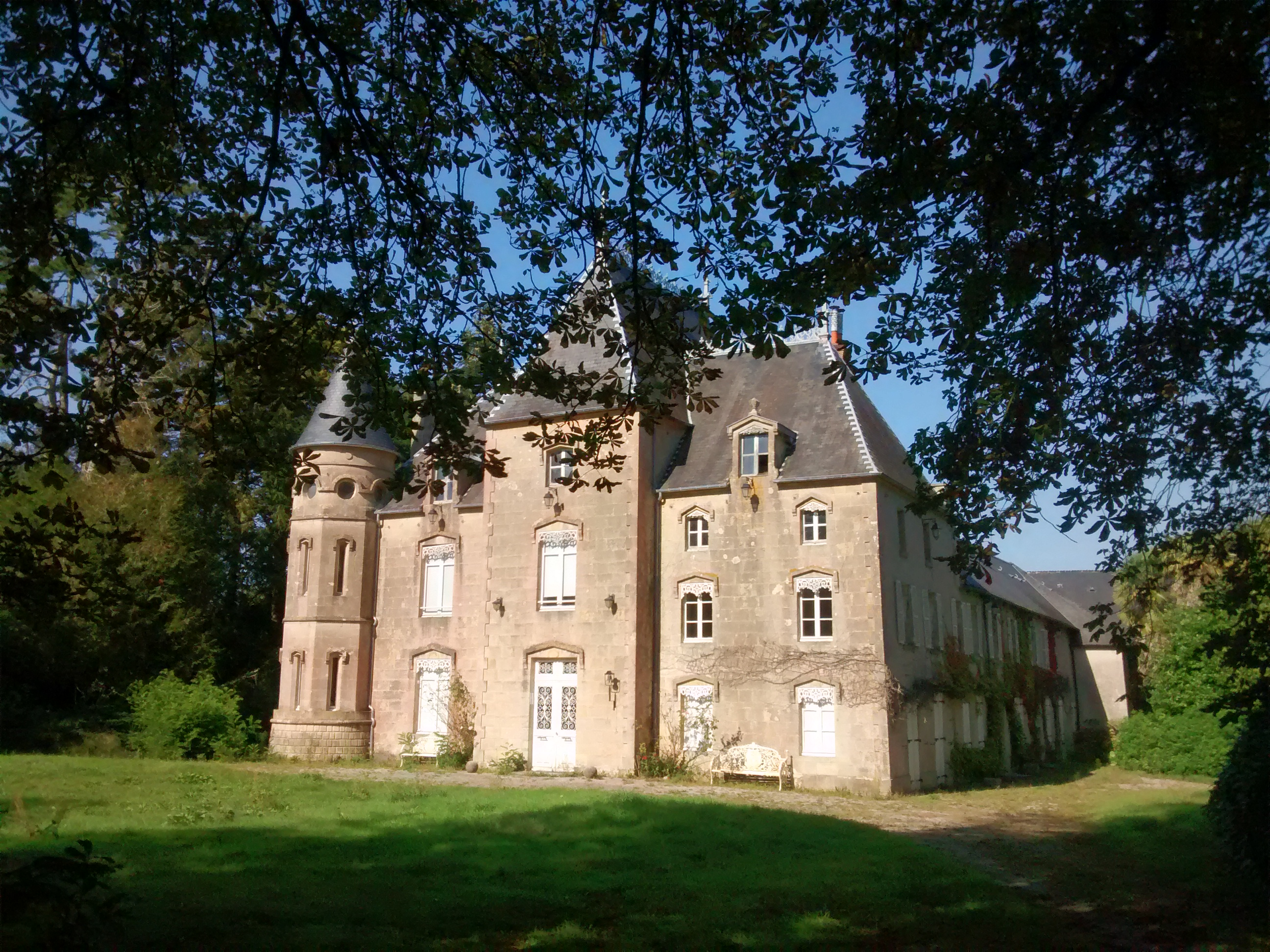
La maison de l'Ange.
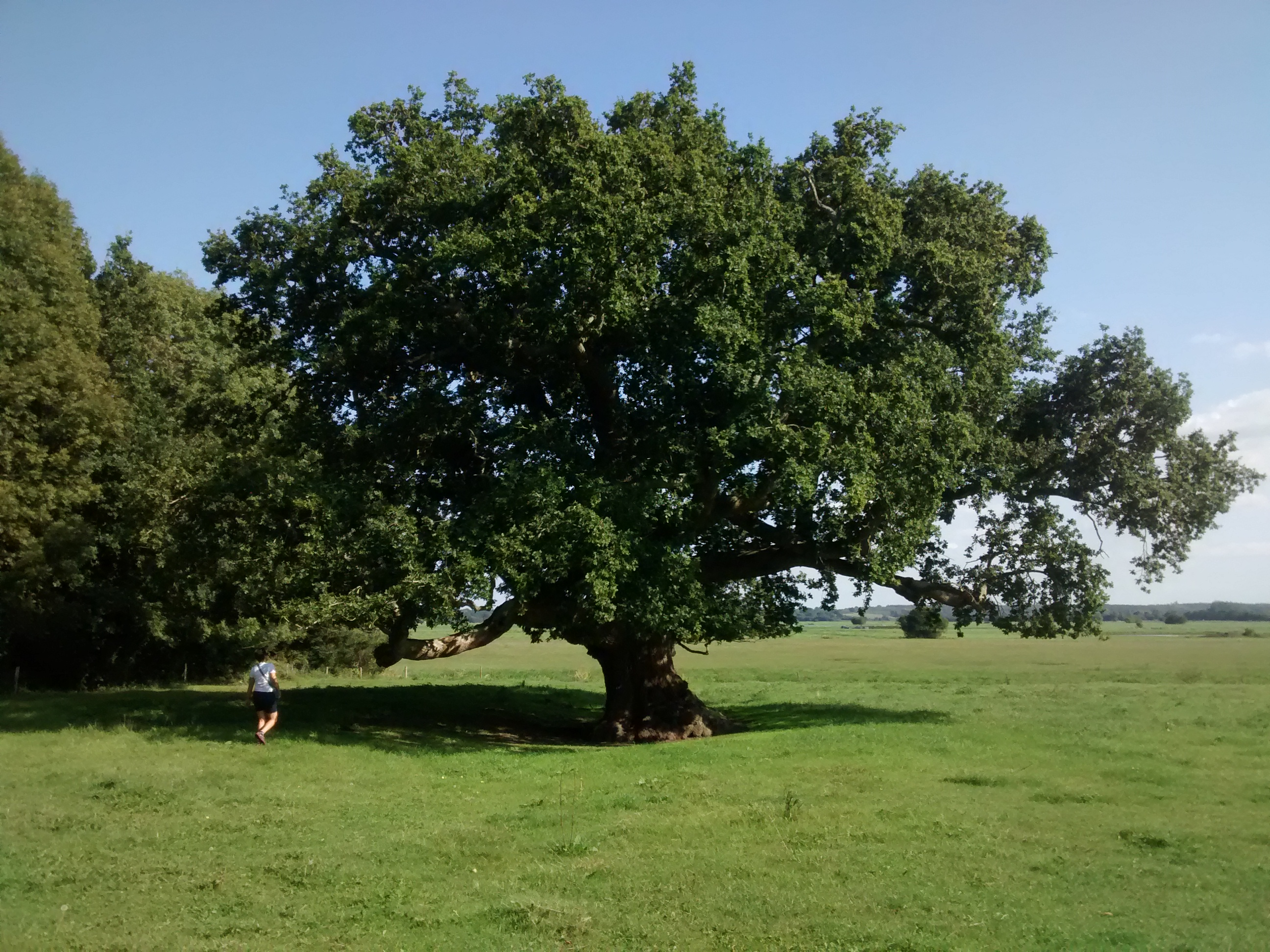
Le chêne pédonculé, classé arbre remarquable.